# 中國香港跳繩總會
 中國香港跳繩總會（Hong Kong Rope Skipping Association, China，HKRSA）於1997年9月1日成立，秉持發展香港跳繩運動的宗旨。致力在香港社區、學校、不同年齡的精英運動員中推廣及發展跳繩運動，其包括: 學校、社區發展計劃、示範及表演、國際性大賽及本地賽事等等活動。同時，亦積極培育教練及裁判。
跳繩運動歷史悠久，花式千變萬化，參與人數不限，既簡單又富挑戰性，能包容個人獨特的技術，又講求整體合作的精神，是一種觀賞性極高的運動項目，如配以音樂同時進行，效果會更為生動有趣。跳繩運動在香港這個彈丸之地，其發展潛能是不容忽視的。現代人的生活節奏越趨緊張，小朋友的功課壓力如排山倒海，跳繩運動就可提供一個機會予不同年齡的人士一起參與，即使在有限的空間下，仍然可以人手一繩，跳出活躍的生活節奏。現今世界各地已成立了不同地區的跳繩會，提倡跳繩運動對健康生活的重要性。有見及此，本會已於一九九七年九月一日正式註冊成為一個非牟利機構，致力推廣跳繩運動，好讓更多不同年齡的人士能夠一起參與和認識跳繩運動。

## 成立背景
1995年，香港中文大學教育學院體育運動科學系獲區域市政局邀請，組織一隊跳繩表演隊，並於九五國際康體挑戰日示範跳繩技術，演出甚獲好評，奠下日後成立本會的基礎。及後，夏秀禎博士及陳運家先生於1997年9月1日成立中國香港跳繩總會，組成了董事局及選出第一屆執行委員會並隨即舉行成立典禮，與此同時，本會更榮獲張人龍太平紳士出任名譽會長，帶領本會進入新里程。
自2011/2012年起，中國香港跳繩總會已正式成為康樂及文化事務署(康文署)認可的香港跳繩運動之管理機構。本會至今舉辦了許多本地跳繩比賽、計劃及推廣活動，例如: 由康文署資助的全港學界跳繩比賽及全港分齡跳繩比賽。
本會也鼎力支持由香港心臟專科學院主辦的「跳繩強心計劃」，當中有來自644間中小學，高達110萬學生參加。
在民政事務局(HAB)、香港心臟專科學院(HKCC)、香港賽馬會(HKJC)、康文署(LCSD)及其他團體的支持下，本會分別於2009和2019年在香港舉辦了兩屆亞洲跳繩錦標賽，並於2014年在香港舉辦了世界跳繩錦標賽的盛事。
自2004年起，本會每年都派出代表香港的跳繩隊參加世界跳繩錦標賽或亞洲跳繩錦標賽。運動員在這些賽事上取得優異的成績。直至2019年，在世界跳繩錦標賽中共累積388面獎牌；在亞洲跳繩錦標賽共獲得649面獎牌，並創造了弘項新的亞洲和世界紀錄，成績驕人。當中特別是本會的精英運動員之一，兩屆世界冠軍的何柱霆先生，因在跳繩運動中取得顯著的成就，所以於2016年他得到了民政事務局局長所頒發的嘉許狀，獲取到公眾的高度認可。於2017年，夏秀禎會長代表總會獲取2016年度星島報業集團「香港傑出領袖」評選的體育’文化、演藝類大獎。該獎項高度評價本地有代表性的體育總會為香港體育業的傑出貢獻和成就。

## 課程與訓練班
- 初級跳繩技術班
- 跳繩教練班
- 跳繩裁判班

## 繩總舉辦的年度本地賽事
- 全港分齡跳繩賽
- 全港精英跳繩比賽暨香港跳繩代表隊選拔賽
- 全港學界跳繩比賽 (小學，中學及大專組別)

## 繩總舉辦的過往國際賽事
- 第十屆亞洲跳繩錦標賽 (2019年)
- 世界跳繩錦標賽2014 (2014年)
- 第五屆亞洲跳繩錦標賽 (2009年)

## 亞洲跳繩錦標賽成績
| 年份 | 屆別   | 地點     | 冠軍數目 | 亞軍數目 | 季軍數目 | 亞洲跳繩表演盃 |
| ---- | ------ | -------- | -------- | -------- | -------- | -------------- |
| 2004 |        | 泰國     | 5        | 12       | 4        |                |
| 2005 | 第三屆 | 馬來西亞 | 39       | 17       | 7        |                |
| 2007 | 第四屆 | 印度     | 17       | 7        | 64       |                |
| 2009 | 第五屆 | 中國香港 | 23       | 26       | 23       | 冠軍           |
| 2011 | 第六屆 | 南韓     | 34       | 28       | 29       | 冠軍           |
| 2013 | 第七屆 | 新加坡   | 30       | 28       | 29       | 冠軍           |
| 2015 | 第八屆 | 馬來西亞 | 31       | 26       | 22       | 冠軍           |
| 2017 | 第九屆 | 南韓     | 29       | 33       | 27       | 冠軍           |
| 2019 | 第十屆 | 香港     | 32       | 38       | 30       | 冠軍           |

## 世界跳繩錦標賽成績
| 年份 | 地點     | 冠軍數目 | 亞軍數目 | 季軍數目 | 世界跳繩表演盃 |
| ---- | -------- | -------- | -------- | -------- | -------------- |
| 2004 | 澳洲     | 0        | 0        | 2        |                |
| 2006 | 加拿大   | 5        | 4        | 1        |                |
| 2008 | 南非     | 7        | 6        | 4        |                |
| 2010 | 英國     | 20       | 13       | 15       | 冠軍           |
| 2012 | 美國     | 18       | 19       | 13       |                |
| 2014 | 中國香港 | 28       | 30       | 32       | 冠軍           |
| 2016 | 瑞典     | 28       | 32       | 27       | 冠軍           |
| 2018 | 中國上海 | 23       | 31       | 34       | 亞軍           |

## 外部連結
- （页面存档备份，存于） 中國香港跳繩總會 Hong Kong Rope Skipping Association, China